# Jonathan Nolan
Jonathan „Jonah“ Nolan (* 6. června 1976 Londýn) je britsko-americký scenárista, režisér a producent. Je mladším bratrem Christophera Nolana.
Je autorem povídky „Memento Mori“ (vydána 2001), podle níž natočil jeho bratr Christopher v roce 2000 celovečerní film Memento. Společně napsali thriller Dokonalý trik (2006), batmanovské filmy Temný rytíř (2008) a Temný rytíř povstal (2012) a sci-fi Interstellar (2014). Je autorem televizního seriálu Lovci zločinců (2011–2016) a spoluautorem seriálu Westworld (od 2016; společně se svou ženou, scenáristkou a producentkou Lisou Joy).